# Cobelura claviger
Cleodoxus claviger là một loài bọ cánh cứng trong họ Cerambycidae.